# Ernesttico
Ernesttico, pseudonimo di Ernesto Rodríguez Guzmán (l'Avana, 5 marzo 1971), è un percussionista, batterista e direttore artistico cubano naturalizzato italiano noto per il suo stile di esecuzione e concezione nel suonare le percussioni, basata su una combinazione di batteria, voce e strumenti elettronici.

## Biografia

### Cuba, inizi ed esperienze
Senza precedenti artistici in famiglia, comincia la propria formazione nella scuola elementare di musica all’età di dieci anni. Quattro anni più tarde frequenta sia gli studi medi superiori e musicali nel Conservatorio Amadeo Roldan dell'Avana. Pochi anni dopo, ancora studente, si inserisce in diverse formazioni professionali come il gruppo di Nicolas Reinoso, l'Orchestra del Cabaret Tropicana e col noto pianista jazz cubano Emiliano Salvador, col quale inizia a girare nei più importanti festivals a Cuba, Sud America e l’Europa.
Nel 1990 a soli diciannove anni si laurea come professore e strumentista e la direzione del Conservatorio gli propone la carica di docente in percussioni all’interno della stessa istituzione. L’esperienza accademica raggiunta nell’insegnamento gli permettono di impartire lezioni e seminari in diverse istituzioni a Cuba ed in Venezuela, iniziando così una prestigiosissima carriera musicale.
Nel 1993, a soli ventidue anni, Ernesto Rodriguez viene citato nel libro The Salsa Guidebook dalla scrittrice musicista statunitense Rebeca Mauleón come uno dei multi percussionisti di riferimento della musica contemporanea cubana del momento.
All'inizio del suo percorso professionale a L'Avana collabora con: Emiliano Salvador, Merceditas Valdes, Frank Emilio, Tata Guines, Gonzalo Rubalcaba, Hilario Duran, Yoruba Andabo, Jane Bunnett, Ernan Lopez-Nussa, Pello El Afrokan, Sintesis, Mario Daly Con Monte De Espuma, Manguare, Paulo FG.

### Italia, arrivo e crescita
Nella primavera del 1995 viene chiamato dal cantante Pino Daniele per realizzare un tour in Italia. Pochi mesi dopo dello stesso anno, Pino Daniele decide di realizzare un nuovo tour, pero questa volta chiamando uno tra i più famosi chitarristi jazz internazionale, Pat Metheny. In questa occasione Ernesttico si trova a soli ventiquattro anni sul palco con due icone della musica, sia italiana che internazionale. Nel 1999 viene convocato dalla direzione artistica dell'evento Pavarotti and Friends per accompagnare alle percussioni la cantante cubano americana Gloria Estefan, evento trasmesso in mondo visione con la regia di Spike Lee.
Da questo momento in poi i suoi viaggi tra Cuba e l'Italia diventano sempre più frequenti per soddisfare le richieste di collaborazioni con artisti come: Pino Daniele, Jovanotti, Raf, Anna Oxa, Fabio Concato, Tullio De Piscopo per citarne alcuni. Dopo qualche anno di partecipazioni importanti in Italia, decide di stabilirsi in questo paese, ottenendo la cittadinanza italiana nel 1998.

### Collaborazioni
Dall'inizio della sua carriera Ernesttico collabora in diversi progetti live, in studio e TV, con numerosi artisti di rilievo nazionale e internazionale come: Emiliano Salvador, Merceditas Valdés, Frank Emilio, Tata Guines, Gonzalo Rubalcaba, Hilario Duran, Yoruba Andabo, Jane Bunnett, Ernan Lopez-Nussa, Pello El Afrokan, Sintesis, Mario Daly Con Monte De Espuma, Manguare, Paulo FG, Pino Daniele, Irene Grandi, Pat Metheny, Lorenzo Jovanotti, Eros Ramazzotti, Gloria Estefan, Ricardo Montaner, Raf, Anna Oxa, Tullio De Piscopo, Beppe Vessichio, Fabio Concato, Modena City Ramblers, Eric Marienthal, Alex Acuña, Matthew Garrison, Daryl Jones, Horacio El Negro Hernandez, Marina Rei, Carmen Consoli, Gianna Nannini, Dirotta Su Cuba, Laura Pausini, Fiorella Mannoia, Elisa, Alex Britti, Niccolò Fabi, Samuele Bersani, Almamegretta, Pippo Caruso, Zucchero Fornaciari, Renato Zero, Ron, Ivano Fossati, Raiz, Giorgia, Noa, Jenny B, Fabrizio Bosso, Michael Franti & The Spearhead, Antonella Ruggiero, Hevia, Omar Sosa, Paolo Fresu, Joe Lovano 

### Automobili
Il suo interesse per il periodo storico degli anni cinquanta e Cuba, coniugato con un'altra sua grande passione per le automobili sportive, nello specifico, Porsche, hanno fatto sì che trasformasse la sua passione in un progetto. Nel 2001 inizia la ricerca a Cuba degli esemplari di Porsche 356 tuttora funzionanti e con l’aiuto e riconoscimento ufficiale della casa madre tedesca Porsche, riesce a costituire il Porsche Club Cuba di cui è fondatore.

## Discografia

### Collaborazioni
Album in studio
- 1991 – Mario Daly Y Monte De Espuma, Agua De Coco
- 1993 – Jane Bunnett feat. Gonzalo Rubalcaba, Merceditas Valdés, Spirit of Havana (Denon, CAN 9011)[17]
- 1996 – Raf, Collezione Temporanea (CGD East West, 0630-16837-4)
- 1996 – Maurizio Caldura, Murrina Latina
- 1997 – Jovanotti, L’Albero (Soleluna - Mercury, 534 478-2)
- 1997 – Tullio De Piscopo, Pasiòn Mediterranea
- 1997 – Ricardo Montaner, Es Asì
- 1997 – Funky Company, Everytime
- 1998 – La Bionda, In Between (Universal, UMD77566)
- 1998 – Lorenzo De Finti Group, Beyond The Desert (BMG Ricordi S.p.A., 74321 56871-2)
- 1998 – Ridillo, Ridillove
- 1999 – Anna Oxa, Senza Pietà (Comumbia, 4898192002)
- 1999 – Jovanotti, Capo Horn (Soleluna - Mercury, 546 170-2)
- 1999 – Fabio Concato, Fabio Concato (Mercury, 538 857-2)
- 2001 – Almamegretta, Immaginaria (BMG - RCA, 74321 86227 2)
- 2002 – Jovanotti, Lorenzo 2002 - Il quinto mondo (Soleluna - Mercury - Universal, 586 888-2)
- 2002 – Cuban Stories, Cuban Stories
- 2002 – Mariadele, ...Ora mi faccio un caffè (San Marino Performance - Universo S.p.A., UNI 507951 2)
- 2003 – Renato Zero, Cattura
- 2003 – Collettivo Soleluna, A vida (Roma) (Soleluna, UNIV 02.03)[18]
- 2004 – Raiz, Wop (Phoenix - Universal, 9820381)
- 2005 – Jovanotti, Buon Sangue
- 2005 – Ron, Ma Quando Dici Amore (Friends & Partners)
- 2006 – Ivano Fossati, L’Arcangelo (Sony Music - BMG, 88697762832)
- 2010 – E.G.O., Moving On
- 2011 – Jenny B, Esta Soy Yo
- 2012 – Arianna Antinori, Arianna Antinori
- 2013 – Gianfranco Continenza, Dusting The Time (Videoradio, VRCD 000844)
- 2014 – Rudy Rotta, The Beatles vs The Rolling Stones
- 2015 – Maurizio Camardi feat. Antonella Ruggiero, Universi Diversi (Blue Serge, BLS-056)
- 2015 – Bestoff, Via
- 2016 – Maurizio Camardi, Cacciatori Di Sogni
- 2017 – Massimo Farao', Blue Bossa (Venus Records, VHJD 123)

Album dal vivo
- 2000 – Jovanotti, Lorenzo live - Autobiografia di una festa
- 2004 – Jovanotti, Jova Live 2002

Raccolte
- 1995 – Jovanotti, Lorenzo 1990-1995
- 2001 – Jovanotti, Pasaporte - Lo mejor de
- 2004 – Zucchero Fornaciari, Zu & Co.

Singoli
- 2015 – Born In Bossa, Born Slippy

## Filmografia

### Cinema
- Stilelibero Live (con Eros Ramazzotti) - direct-to-video (2001)
- La Casa Sulle Nuvole, regia Claudio Giovannesi (2009)
- Nine, regia Rob Marshall (2009)

## Tour
- 1989 – Emiliano Salvador, Est Europe Tour
- 1995 – Pino Daniele featuring Irene Grandi, Non Calpestare I Fiori Nel Deserto Tour
- 1995 – Pino Daniele featuring Pat Metheny, Non Calpestare I Fiori Nel Deserto Tour
- 1995 – Raf, Manifesto Tour
- 1997 – Jovanotti, Lorenzo Tour 1997 - L’Albero
- 1998 – Funky Company, Everytime Tour
- 1999 – Jovanotti, Lorenzo Tour 1999 Capo Horn
- 1999 – Anna Oxa, Senza Pietà Tour
- 2001 – Eros Ramazzotti, Stile Libero World Tour
- 2002 – Jovanotti, Lorenzo Live 2002 - Il Quinto Mondo
- 2005 – Jovanotti, Buon Sangue Tour
- 2008 – Pino Daniele, Il Mio Nome è Pino Daniele

## Riconoscimenti
- Juno Canada's Music Award
  - 1993 – Best World Beat Recording per Spirit of Havana con Jane Bunnet come strumentista[19]